# Jacques Dorbay
Jacques Dorbay, né le 12 janvier 1723 à Douai (Nord), mort le 2 avril 1804, est un général de la Révolution française.

## États de service
Il entre en service le 12 août 1740, comme surnuméraire dans l’artillerie.
Il est nommé chef de brigade le 19 février 1766, puis il passe chef de brigade directeur de l’artillerie à Douai le 8 mai 1778. Il est nommé colonel le 3 juin 1779, et brigadier le 1er janvier 1784.
Il est promu général de brigade le 9 mars 1788, et le 1er janvier 1791, il prend les fonctions d’inspecteur d’artillerie. Il est élevé au grade de général de division le 8 mars 1793, et il est suspendu le 6 août 1793.
Le 3 mars 1795, il est admis à la retraite.

## Sources
- (en) « Generals Who Served in the French Army during the Period 1789 - 1814: Eberle to Exelmans »
- Docteur Robinet, Jean-François Eugène et J. Le Chapelain, Dictionnaire historique et biographique de la Révolution et de l'Empire, 1789-1815, volume 1, Librairie historique de la Révolution et de l’Empire, 900 p. (lire en ligne), p. 654.